# 埃爾帕索 (阿肯色州)
埃爾帕索（西班牙語：El Paso）是位於美國阿肯色州懷特郡的一個非建制地區。該地的面積和人口皆未知。

## 地理
埃爾帕索的座標為35°07′34″N 92°05′44″W / 35.12611°N 92.09556°W，而該地的平均海拔高度為102米（即335英尺）。